# 恵那栗

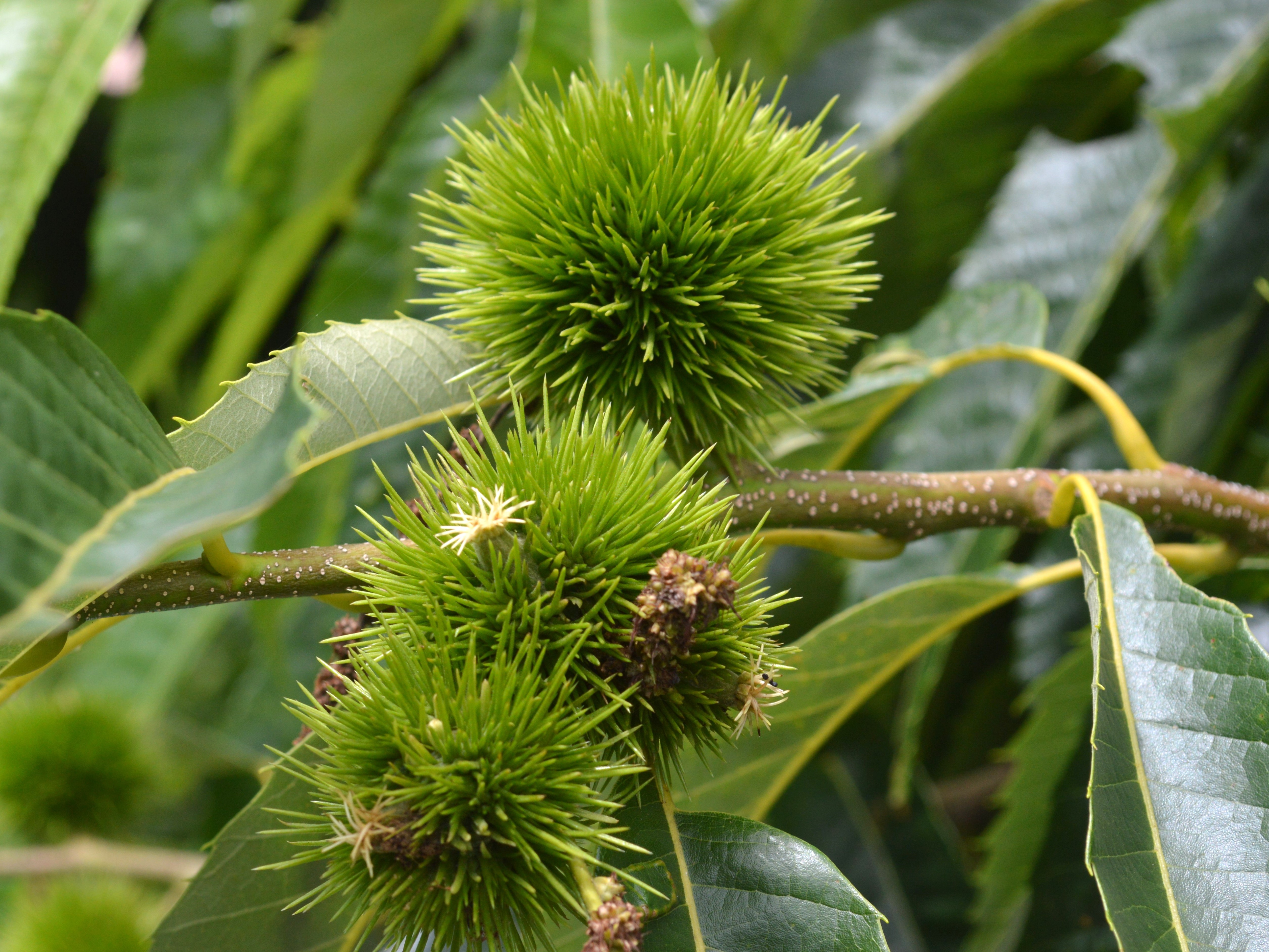
恵那栗（恵那市上矢作町）

恵那栗（えなぐり）は、岐阜県恵那地方（中津川市・恵那市）で生産される栗のブランド。栗きんとんなどの栗菓子に使用されている。

## 特色

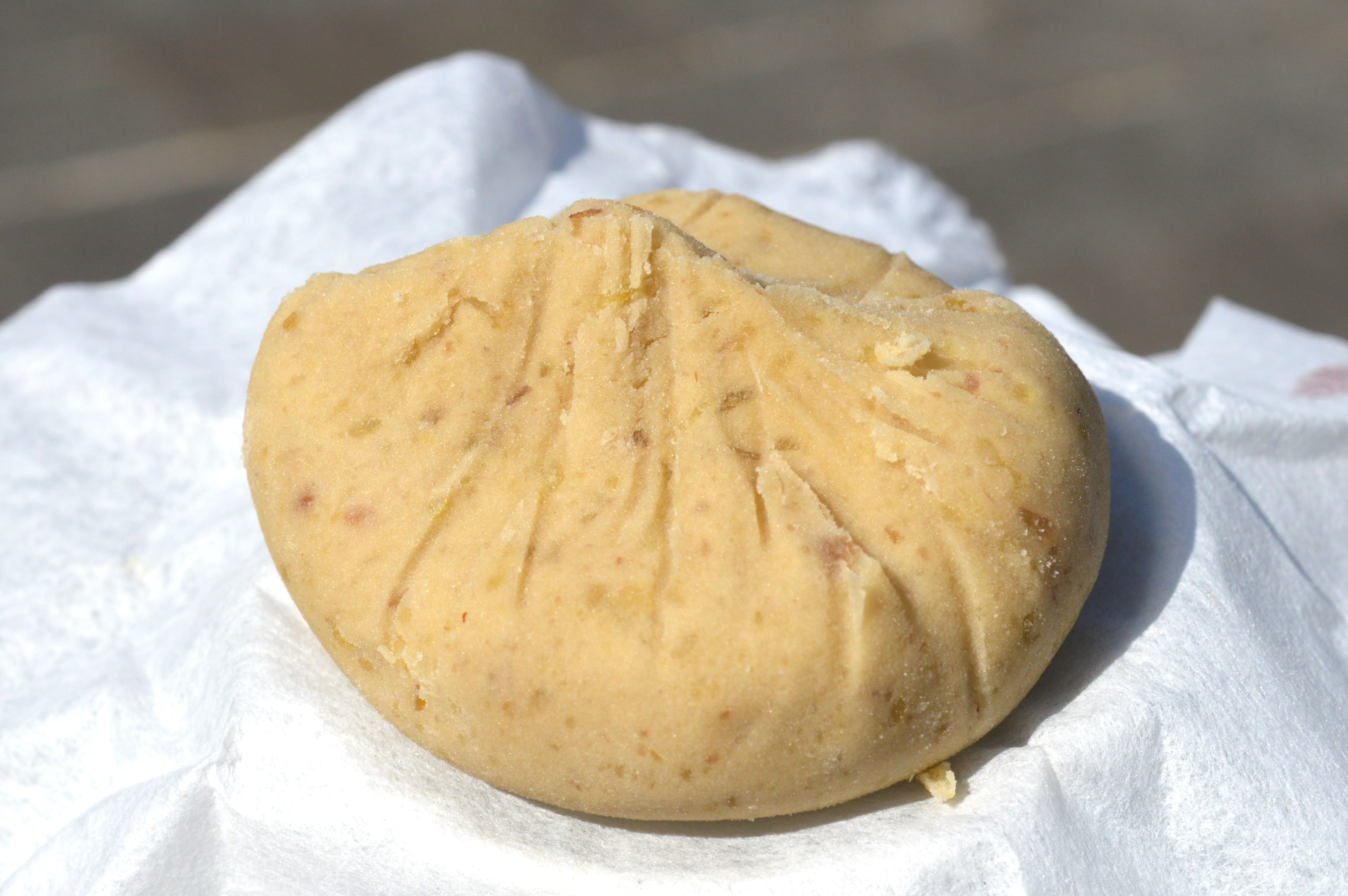
川上屋の栗きんとん

岐阜県の恵那山麓にある恵那地方は栗の産地であり、特にこの地方の栗菓子は特産品として知られており、流通網や保冷技術が確立された1970年代以降にはこの地域の栗菓子が全国に広まった。生産量の拡大とともに九州産の栗が使用されるようになり、和菓子屋で使用される栗の大半が他県産だった時期もある。
恵那市に本社を置く和菓子屋の恵那川上屋は、1994年（平成6年）に栗農家との契約栽培を開始した。1998年（平成10年）に鎌田真悟が社長に就任すると、同年にはJAひがしみのに超特選栗部会を組織し、鮮度の良い栗の調達を開始した。2001年度（平成13年度）の恵那栗の生産量は77トンだったが、2007年度（平成19年度）には108トンに増加した。2001年度（平成13年度）の恵那川上屋の売上高は約10億円だったが、2007年度（平成19年度）には16億円に増加した。
2008年（平成20年）時点では約80人が超特選栗部会に参加しており、栽培方法や出荷基準を満たした栗のみを恵那川上屋に出荷している。恵那川上屋とJAひがしみのの事例は、農商工連携として日本有数の実績とされている。

## 恵那栗の品種
恵那地方の栗農家で栽培されている栗は、胞衣、丹沢、銀寄、伊吹、出雲、大峰、金華、筑波、紫峰、利平、有麿、石鎚の11品種であり、品種によってそれぞれ特性があり収穫の時期が異なる。多くの栗農家は、早生（わせ）から中生（ちゅうせ）、晩生（ばんせ）までいくつかの品種を混合栽培し、シーズンを通して安定した収穫量を確保している。

## 関連リンク
- 恵那栗のブランド化で躍進 100年先も愛される栗の里づくり 一般社団法人日本食農連携機構